# Kantongerecht Haarlem

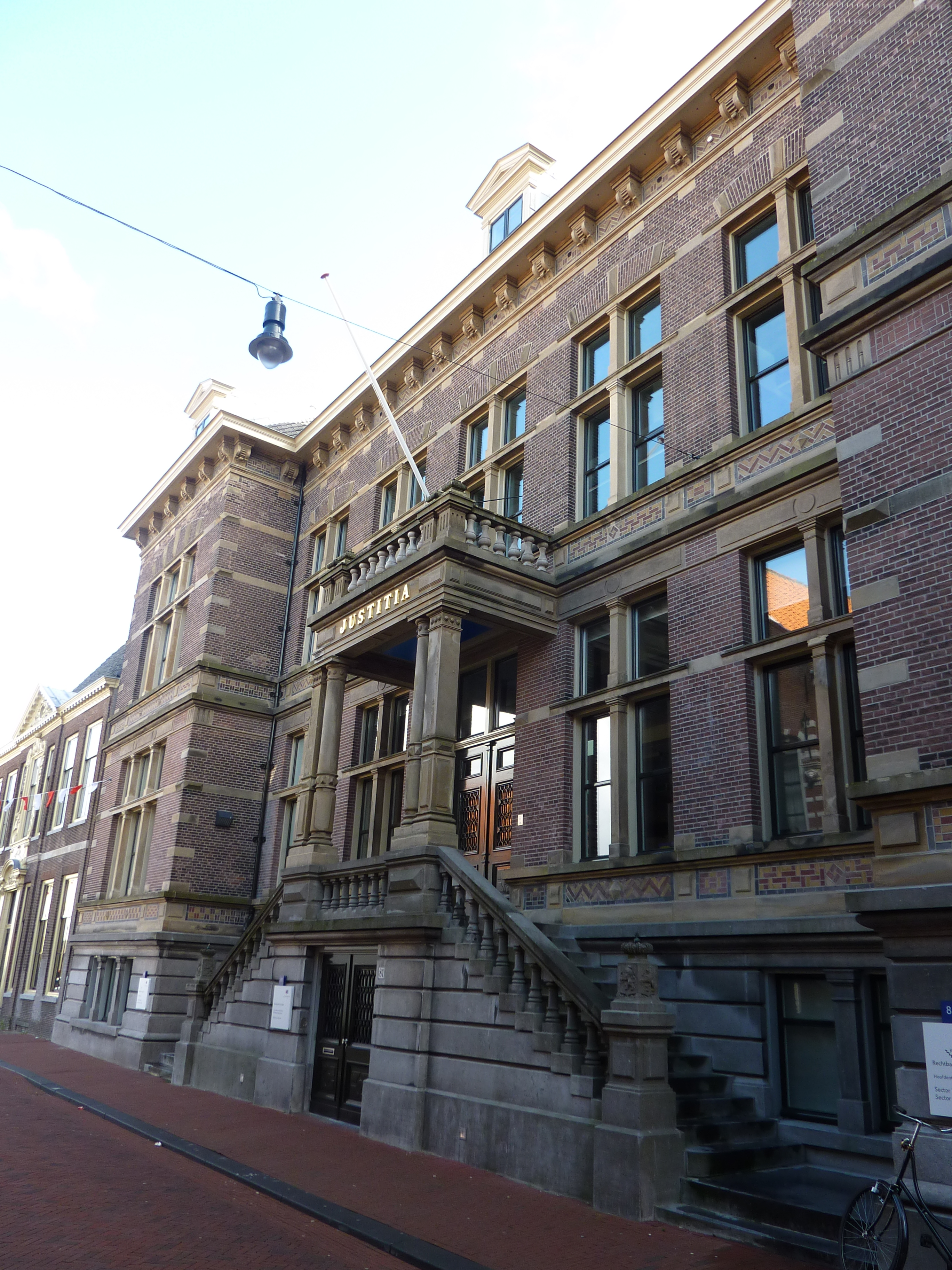
Het kantongerecht van Haarlem was gevestigd in dit rijksmonument (1890)

Het Kantongerecht Haarlem was van 1838 tot 2002 een van de kantongerechten in Nederland.

## Geschiedenis
In de wet van 22 december 1828 werd de rechterlijke indeling van de provincie van Noord-Holland vastgesteld. Deze wet trad op 1 oktober 1838 in werking waardoor het kantongerecht van Haarlem ontstond. Het rechtsgebied omvatte toen de volgende gemeenten: Haarlem, Houtrijk en Polanen, Spaarnwoude, Haarlemmerliede, Noord-Schalkwijk en Hofambacht, Zuid-Schalkwijk, Vijfhuizen en Nieuwkerk aan den Drecht, Spaarndam, Schoten en gehuchten, Bloemendaal, Tetterode, Aalbertsberg en de Vogelenzang, Zandvoort, Berkenrode, Bennebroek en Heemstede.
In 1842 werd het kantongerecht hernoemd tot "het eerste kanton van het vierde arrondissement in Noord-Holland".
In 1877 (wetten van 9 april 1877, Staatsblad 74-77) werd het rechtsgebied opnieuw vastgesteld; het omvatte vanaf toen: de gemeenten Haarlem, Bloemendaal, Zandvoort, Bennebroek, Heemstede, Haarlemmerliede en Spaarnwoude, Spaarndam, Schoten, Velsen, Beverwijk, Heemskerk en Wijk aan Zee en Duin.
Na de inwerkingtreding van de wet van 17 november 1933, Staatsblad 604, volgde opnieuw een herindeling, vanaf 1 januari 1934. Het kanton Haarlemmermeer werd opgeheven en bij het kanton Haarlem gevoegd. Dat omvatte vanaf toen de gemeenten: Haarlem, Bloemendaal, Zandvoort, Bennebroek, Heemstede, Haarlemmerliede en Spaarnwoude, Velsen, Haarlemmermeer, Aalsmeer, Lisse, Hillegom, Heemskerk, Wijk aan Zee en Duin.
In 2002 hield het kantongerecht, zoals alle kantongerechten op te bestaan als zelfstandig gerecht.

### Organisatie
Aanvankelijk was er slechts een kantonrechter aangesteld. Gezien de toename van de werkzaamheden volgde in 1928 de aanstelling van een tweede kantonrechter. In 1932 en 1937 werden de kamer voor crisispachtzaken, respectievelijk een pachtkamer toegevoegd aan het Haarlemse kantongerecht.

#### Kantonrechter
- 1871 - 1886: J. de Clercq van Weel (1832-1908)